# ペロ・アンティッチ
ペロ・アンティッチ（Pero Antić、1982年7月29日 - ）は、北マケドニア出身のプロバスケットボール選手。TBLのフェネルバフチェ・ユルケルに所属している。身長211cm、体重118kg。

## 経歴
1999年より2013年まで欧州各国のバスケットボールリーグでプレー。ギリシャのオリンピアコスBC在籍時にユーロリーグ優勝を経験した。2013年7月25日、NBAのアトランタ・ホークスと契約した。2年間NBAでプレーした後、2015年6月30日にトルコのフェネルバフチェ・ユルケルと2年契約を結んだ。

## その他
ブルガリアでプレーしていた時に同国の国籍を取得したため、北マケドニアとブルガリアの二重国籍者となっている。